# Antalis gardineri
Antalis gardineri är en blötdjursart som först beskrevs av James Cosmo Melvill 1909.  Antalis gardineri ingår i släktet Antalis och familjen Dentaliidae. Inga underarter finns listade i Catalogue of Life.